# Dirc Potter
Dirc Potter (ca. 1370 - 30 april 1428) was een Nederlands dichter, prozaschrijver, hoge ambtenaar en diplomaat.
In 1385 werd Potter benoemd tot 'clerc'. Hij werd later secretaris van de opeenvolgende graven van Holland. Eerst diende hij in die hoedanigheid graaf Albrecht van Beieren, vervolgens diens zoon Willem VI en daarna Jacoba van Beieren. In 1415 werd hij voor zijn diensten beloond door graaf Willem en ontving hij de hofstede Ter Loo bij Voorburg. Een tijdlang was hij baljuw van 's-Gravenhage.

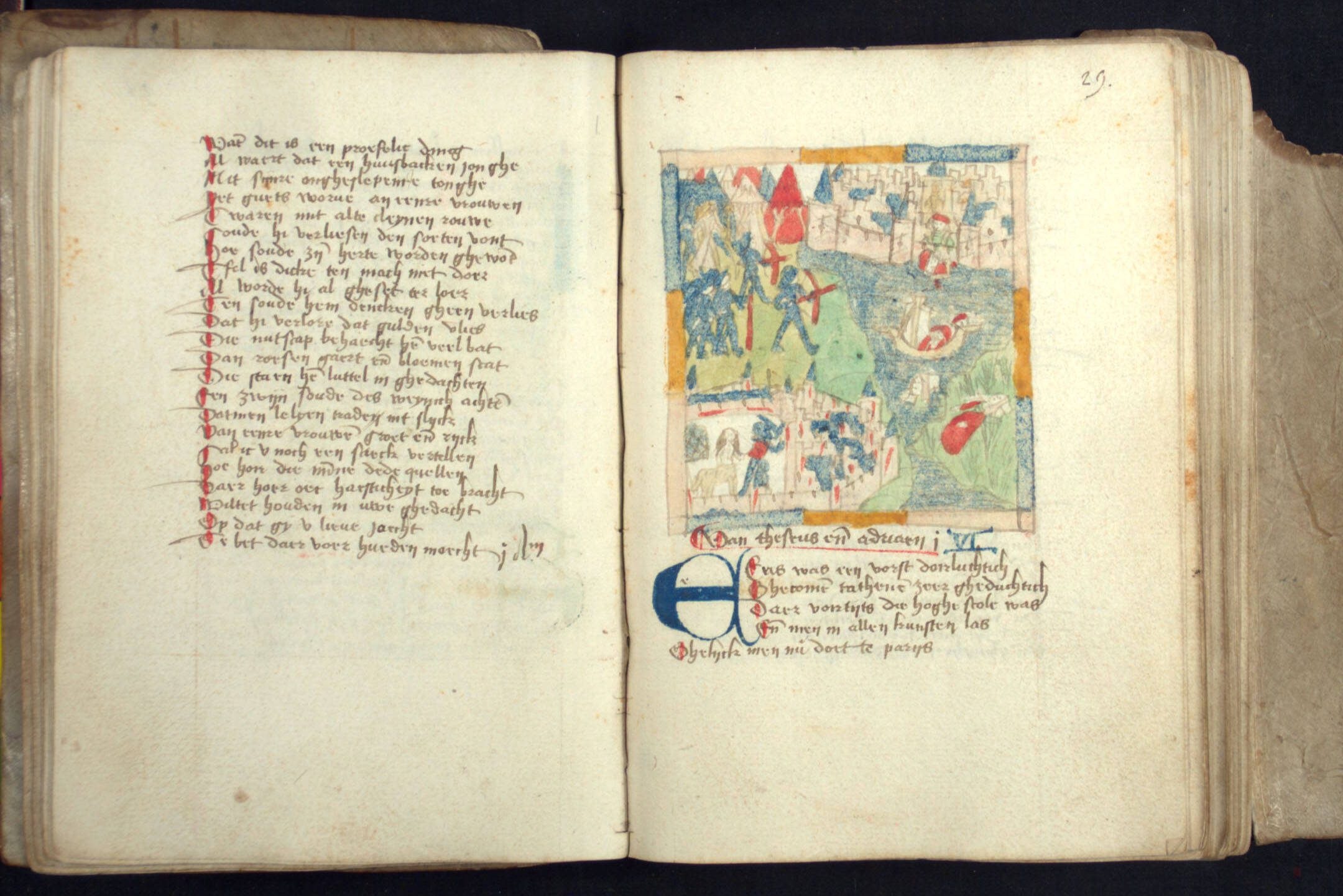
Manuscript van Der minnen loep in de collectie van de Universiteit Leiden.

Potter ondernam tal van diplomatieke missies in binnen- en buitenland. In 1411-1412 was hij in Rome voor de grafelijke huwelijkspolitiek. Door het lange antichambreren vond hij tijd voor zijn eerste werk, Der minnen loep (de loop der minne), een berijmd didactisch werk over diverse aspecten van de liefde.
Op latere leeftijd schreef hij twee prozawerken. Bloeme der doechden vertoont overeenkomst met het 13e-eeuwse Italiaanse werk 'Fiore di Vertù' van Tommaso Gozzadini. Mellibeus gaat via een Franse vertaling terug op het 'Liber consolationis' van Albertanus da Brescia uit 1246.
Dirc Potter was de vader van Gerrit Potter van der Loo. Nadat deze het landgoed De Loo in Voorburg in leen gekregen had voegde hij Van der Loo toe aan zijn naam. Een andere zoon was de kanunnik Jacob Potter van der Loo.

## Werk
- Der minnen loep (ca. 1411)
- Blomme der doechden (na 1415)
- Van Mellibeo ende van sinre vrouwen Prudencia (na 1415) (meestal kort aangeduid als Mellibeus)

## Voetnoten
1. ↑  Herman Pleij, Oefeningen in genot, 2020, p. 116

- Bibliothèque nationale de France: cb129793620 (data)
- Biografisch Portaal: 10263837
- Digitale Bibliotheek voor de Nederlandse Letteren: pott002
- Gemeinsame Normdatei: 100966616
- International Standard Name Identifier: 0000 0000 7820 5269
- Library of Congress Control Number: n80082608
- Nederlandse Thesaurus van Auteursnamen: 073709794
- Virtual International Authority File: 57914892
- WorldCat: E39PBJwX8W9TC7phQjpQ46KPQq